# 台北市民歌
台北市民歌（たいほく／タイペイ-しみんか）は台湾の台北市における市民歌。日本統治時代に作曲されたものと、中華民国編入後に作曲されたものの2つが存在する。

## 日本統治時代の台北市民歌
日本統治時代の台北市民歌（たいほくしみんか）は、1920年7月に台湾総督府が台北市に市制施行を実施した際に作曲された日本語歌詞の歌謡。作曲は一條慎三郎、作詞は山田勇である。
台北市市歌として普及したが、1945年の日本の敗戦と共に廃された。

## 中華民国編入後の台北市民歌
中華民国編入後の台北市民歌（タイペイしみんか、繁体字中国語: 臺北市民歌/台北市民歌）は、1946年に台北市教育局により公布された中国語歌詞の歌謡。作曲は陳田鶴、作詞は姜琦である。
荘永明によれば、1950年代には台北市内の小学校において授業後の国旗掲揚式の際にこの歌が必ず歌われていたという。歌詞は3番まで作詞されていたが、3番は二・二八事件後の島外亡命や台湾独立運動に伴い、また2番は中華人民共和国国歌の『義勇軍行進曲』との類似性からそれぞれ歌われなくなった。